# 빙 크로스비
해리 릴리스 "빙" 크로스비 주니어(영어: Harry Lillis "Bing" Crosby Jr., 영어 발음: /ˈkrɒzbɪ/, 1903년 5월 3일 ~ 1977년 10월 14일)는 미국의 가수이자 배우였다. 최초의 멀티미디어 스타인 그는 20세기 전 세계적으로 가장 인기 있고 영향력 있는 음악가 중 한 명이었다. 크로스비는 1926년부터 1977년까지 음반 판매, 네트워크 라디오 시청률, 영화 수익에서 선두 주자였다. 그는 최초의 글로벌 문화 아이콘 중 한 명이었다. 크로스비는 70편이 넘는 장편 영화를 만들었고 1,600곡이 넘는 노래를 녹음했다.

## 출연 작품
- 1974년 : 댓츠 엔터테인먼트 (That's Entertainment)
- 1964년 : 로빈 훗 (Robin and the 7 Hoods) - 알렌 역
- 1960년 : 하이 타임 (High Time)
- 1954년 : 화이트 크리스마스 (White Christmas) - 밥 월러스 역
- 1954년 : 회상 속의 여인 (The Country Girl) - 프랭크 엘긴 역
- 1952년 : 당신만을 (Just For You) - 조단 블레이크 역
- 1952년 : 발리로 가는 길 (Road To Bali)
- 1951년 : 신랑이 여기에 온다 (Here Comes the Groom) - 피터 가비 역
- 1948년 : 황제원무곡 (The Emperor Waltz)
- 1947년 : 리오로 가는 길 (Road To Rio)
- 1944년 : 나의 길을 가련다 (Going My Way) - 척 오멜리 역
- 1942년 : 홀리데이 인 (Holiday Inn) - 짐 하디 역
- 1942년 : 모로코 가는 길 (Road To Morocco)
- 1937년 : 와이키키 웨딩 (Waikiki Wedding)
- 1930년 : 킹 오브 재즈 (The King Of Jazz)

## 음반 목록
| 음반            | RIAA        |
| --------------- | ----------- |
| Merry Christmas | 골드        |
| Bing sings      | 2x 플래티넘 |
| White Christmas | 4x 플래티넘 |